# Савчич, Миломир
Миломир Савчич (серб. Миломир Савчић / Milomir Savčić; род. 7 декабря 1959, Хан-Песак, НР Босния и Герцеговина, СФРЮ) — сербский генерал и военный деятель, известный военачальник армии боснийских сербов в период войны в Боснии и Герцеговине. На данный момент является главой «Ветеранской организации Республики Сербской» (серб. Борачка организација Републике Српске).

## Биография
Савчич родился 7 декабря 1959 года в городе Хан-Песак.
В 1974 году, после окончания начальной школы в Хан-Песаке, поступил в белградскую высшую военную школу «Братство и Единство», которую окончил в 1978 году.
В 1982 году закончил сараевскую Военную академию сухопутных войск, факультет пехотных подразделений.
Будучи офицером, служил в гарнизонах ЮНА, в городах Панчево и Сараево.
На момент начала войны в бывшей Югославии служил в войсках Сараевского гарнизона преподавателем тактики в звании капитана первого класса.
15 мая 1992 года стал служить в рядах Армии Республики Сербской. С самого начала Боснийской войны, Савчич был командиром 65-го охранного моторизованного полка, одного из элитных подразделений армии боснийских сербов. В одном из боёв был тяжело ранен.
7 марта 2002 года вышел на пенсию по инвалидности от полученных ранений.

## Награды
- Орден «Военных заслуг» III степени с серебряными мечами
- Медаль «Военных заслуг»
- Орден «Звезды Карагеоргия» III степени